# TOI-270
Désignations
TOI-270 est une naine rouge située à 73,3 années lumières dans la constellation du Peintre.

## Caractéristiques
Elle a une masse d'environ 39 % de la masse solaire et 38 % de son rayon. Sa température est d'environ 3 506 K.

## Exoplanètes
Le système comporte trois exoplanètes, découvertes en 2019 par la méthode du transit.
La planète la plus interne, TOI-270 b, est une planète rocheuse de type super-terre, et les deux autres sont de type mini-Neptune.
TOI-270 b et c ont des orbites en résonance 5:3, alors que TOI-270 c et d ont des orbites en résonance 2:1.

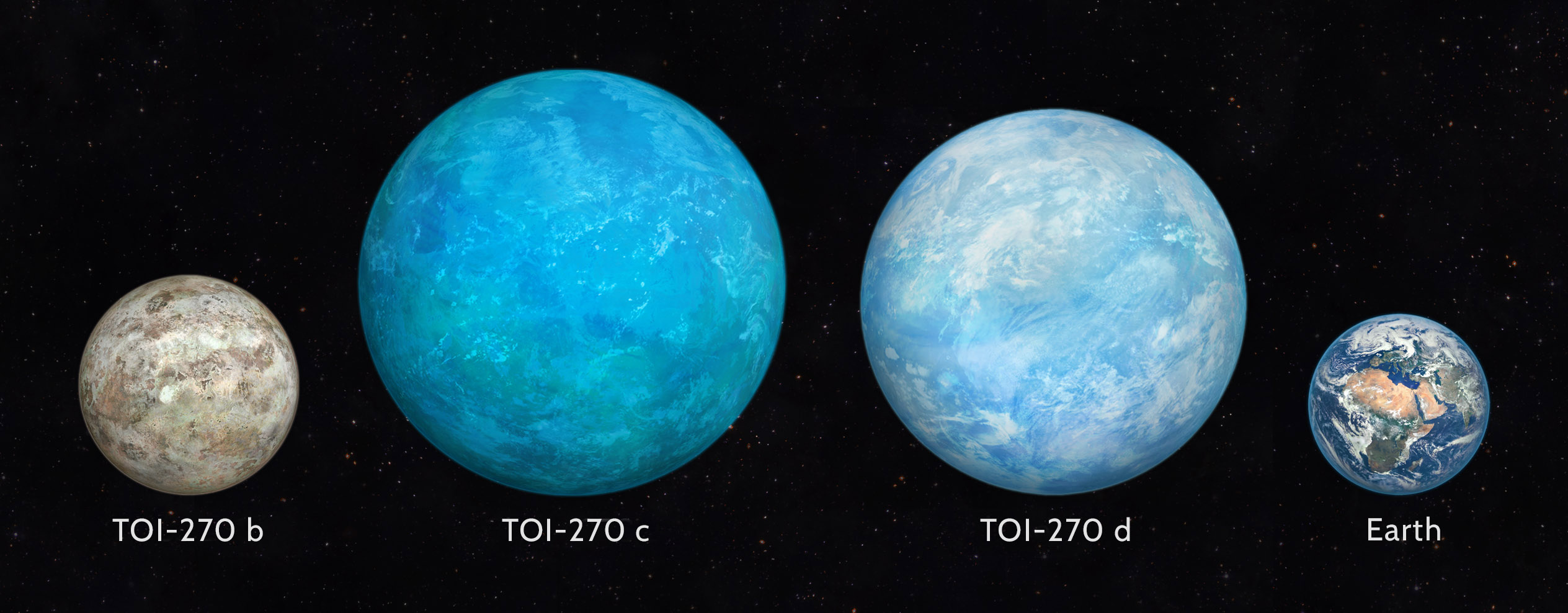
Vue d'artiste des trois planètes connues du système TOI-270 et comparaison avec la taille de la Terre

L'observation de la planète la plus extérieure TOI-270 d par le télescope spatial Hubble montre une atmosphère riche en hydrogène et en vapeur d'eau. TOI-270 c et d sont de bonnes cibles pour la détection d'atmosphère par le télescope spatial James-Webb.
Deux équipes d'astronomes proposent chacune des hypothèses sur la composition de TOI-270d : soit un planète-hycéan — planète recouverte d'eau et entourée d'une atmosphère d'hydrogène —, soit planète avec une atmosphère d'hydrogène et de vapeur d'eau et où l'eau serait dans un état supercritique. Les observations suggèrent l'existence d'échanges dynamiques entre le magma composant son manteau interne et son atmosphère extérieure, influençant ainsi les conditions de surface et la composition atmosphérique de la planète.

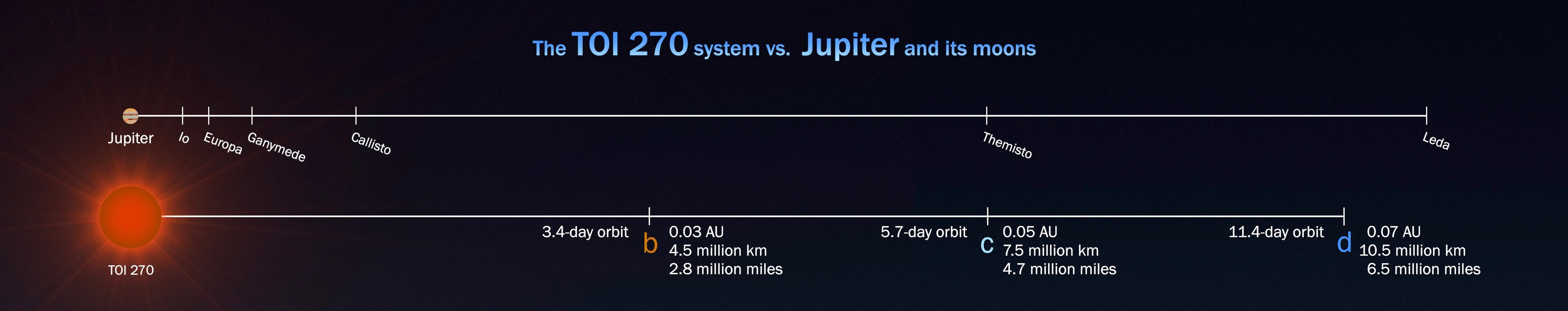
Comparaison du système de TOI-270 avec celui de Jupiter.